# العلاقات الإيرانية العراقية

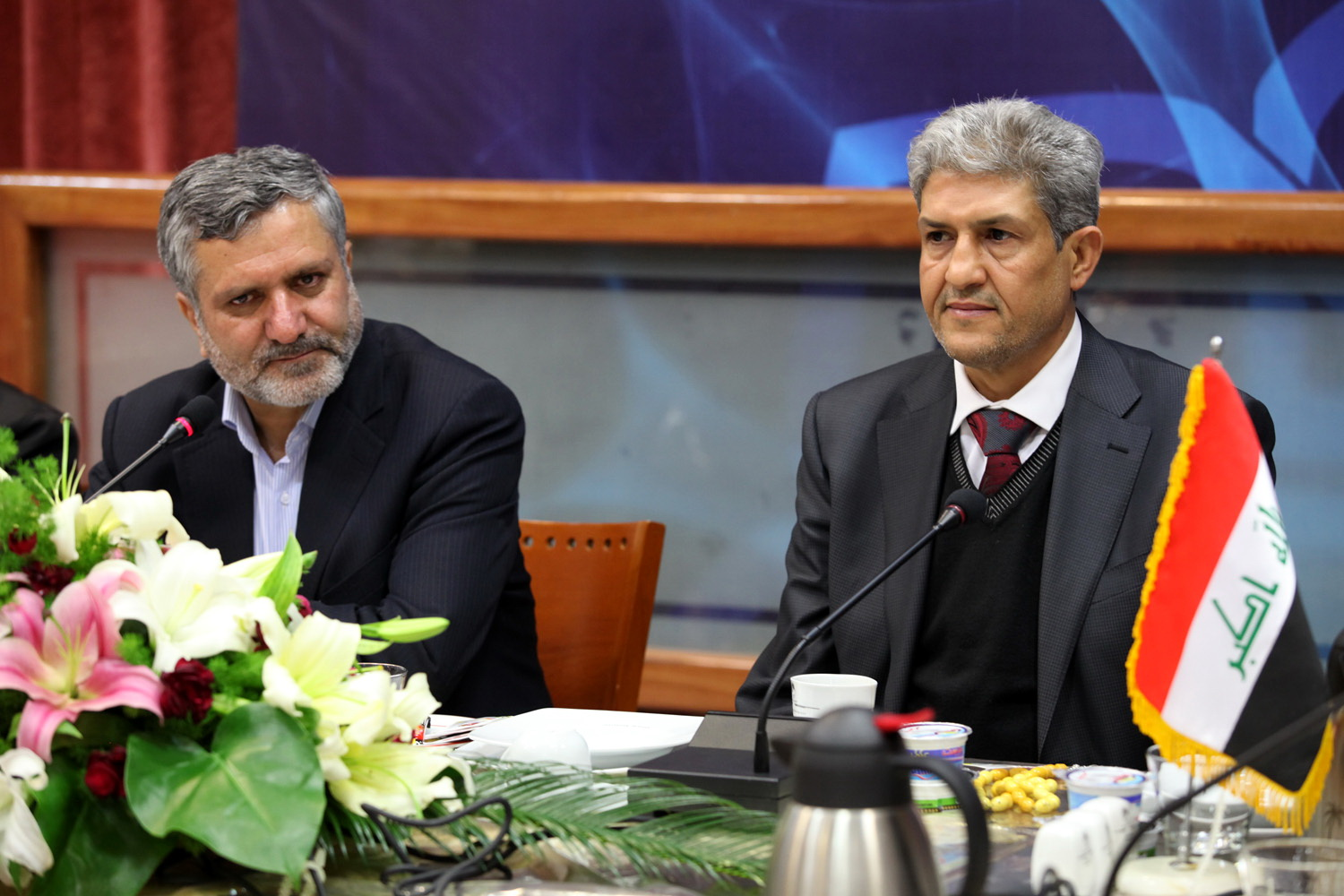
نعيم عبعوب أمين بغداد في مدينة مشهد

العلاقات الإيرانية العراقية شهدت أسوأ حروب خاضتها المنطقة في التاريخ الحديث. واستمرت الحرب الإيرانية العراقية لثماني سنوات في فترة الثمانينات من القرن العشرين، ومع ذلك فقد شهدت العلاقات تطورا ملحوظا بعد سقوط النظام السابق للرئيس صدام حسين.
وكان الرئيس الإيراني محمود أحمدي نجاد أول رئيس يقوم بزيارة للعراق منذ قيام الثورة الإسلامية عام 1979.
وإيران لديها سفارة في بغداد وخمسة قنصليات عامة في السليمانية، أربيل، البصرة، النجف، كربلاء. وكذلك للعراق سفارة في طهران وقنصلية في مشهد وعبادان.

## التاريخ

### سرجون العظيم
سرجون الأول (بالأكادية: «شارّو كِن»، بمعنى الملك الاسد) هو مؤسس السلالة الأكادية. امتدت إمبراطوريته الواسعة من عيلام إلى البحر المتوسط، واشتمل ذلك بلاد ما بين النهرين والأناضول. حكم منذ عام 2334 حتى 2279 ق.م. توجه سرجون نحو الشرق وتمكن من الاستيلاء على المدن العيلامية وتمكن من ضم مدينة أوان وثم استولى على مدينة سوسة (إيران) وبارهاشي وكافة المناطق المجاورة لهذه المدن أصبحت تحت السيطرة الأكدية.

### الخلافة العباسية
تأسست الدولة العباسية على يد المنحدرين من سلالة أصغر أعمام نبي الإسلام محمد بن عبد الله، ألا وهو العباس بن عبد المطلب، وقد اعتمد العباسيون في تأسيس دولتهم على الفرس الناقمين على الأمويين لاستبعادهم إياهم من مناصب الدولة والمراكز الكبرى، واحتفاظ العرب بها، كذلك استمال العباسيون الشيعة العراق للمساعدة على زعزعة كيان الدولة الأموية. نقل العباسيون عاصمة الدولة، بعد نجاح ثورتهم، من دمشق الشاميّة، إلى الكوفة العراقية، ثم الأنبار قبل أن يقوموا بتشييد مدينة بغداد العراقية لتكون عاصمة الخلافة الإسلامية أصيبت الدولة الأموية بالضعف والقنوط.
ما ساهم في تقوية الجماعات والأحزاب الدينية والحركات السياسية المعارضة لحكمهم والتي كانت منتشرة بشكل أساسي في العراق وإيران، البعيدة عن حاضرة الخلافة في دمشق. وأبرز تلك الأحزاب التي عارضت بني أمية الحزب القائل بأحقية سلالة علي بن أبي طالب بالخلافة والحزب القائل بأحقية سلالة عباس بن عبد المطلب عم النبي محمد بالخلافة.
كان الحزب الأول قد أطلق عدة ثورات خلال الحكم الأموي، أدت إلى مقتل العديد من مواليه وقادته، فقتل الحسين بن علي عام 680م وقتل زيد بن علي عام 740م بعد أن ثار في الكوفة. أما الحزب العباسي فقد تطور تطورًا تدريجيًا والتزم الهدوء طوال عهود القوة الأموية واستغل ضعف الاقتصاد لتفجير ثورته؛ فضلًا عن ذلك يرى الباحث عبد العزيز الدردوري أن العباسيين قد استغلوا أيضًا التمييز العنصري والطبقي الذي كان يمارسه الأمويون بين العرب وغير العرب في الوظائف والضرائب والجيش، فكونوا بذلك قاعدة شعبية عريضة لدى غير العرب خصوصًا في أوساط فلاحي الريف وعمال المدن الفقراء. وذهب الدردوري وعدد آخر من الباحثين العرب والمستشرقين لاستخلاص قاعدة مفاهدا بأن الدعوة العباسية كانت «ثورة دينية واجتماعية واقتصادية» ويراها البعض أيضًا «ثورة الفرس ضد العرب».

## التاريخ الحديث

### الاعتراف المتبادل
قال محمود درويش في كتابه (دليل المملكة العراقية لسنة 1935 - 1936) "لقد استمرت الجارة إيران زهاء ست سنوات في موقف غموض وحيرة تجاه العراق لأسباب ساسية وغيرها لا مجال لشرحها الان وقد بذل المغفور له(1) جهوداً جبارة في سبيل التفاهم وإحلال الصفاء محل الجفاء وأبدى من حسن النية والحنكة السياسية الشيء الكثير، حتى كان عام ١٩٢٩ حيث سافر الوفد العراقي برئاسة معالي رستم بك حيدر إلى طهران لحضور عيد التتويج للجلالة البهلوية وتم في هذا الوقت اعتراف إيران نهائياً بحكومة العراق وعقد اتفاق مؤقت ظل يمدد من حين إلى آخر وهكذا طُويت هذه المشكلة وساد الصفاء والوُدّ بين البلدين، وفي عام ١٩٣٢ زارَ المغفور له طهران بدعوة رسمية فقُوبِلَ هناك بحفاوة عظيمة لا نظير لها وكان إعجاب البهلوي بالمغفور له كبيراً، وعاد المغفور له وكُلّهُ إعجاب بنهضة إيران الاقتصادية والعمرانية".
وفي أنشأت الحكومة العراقية قنصلية في تبريز وباشرت أعمالها
المعاهدة المذكورة تنص على أن الحدود بين إيران والعراق في المنطقة تمتد أساسا على الضفة الإيرانية لشط العرب وأن العراق يسيطر على كامل مجرى النهر الملاحي، ما عدا بعض الأماكن المعينة.

### الخمسينات - الستينات
فسخت إيران من جانب واحد معاهدة عام 1937 الخاصة باقتسام مياه شط العرب. فبعد انسحاب العراق من حلف بغداد في أعقاب ثورة 1958 مارس نظام الشاه في إيران نشاطًا تخريبيًا واسعًا ضد الجمهورية العراقية مدعوما من قبل الولايات المتحدة وبريطانيا. وفي هذا السياق فسخت إيران في 19 نيسان/أبريل 1969 معاهدة الحدود الإيرانية العراقية 1937 ورسمت من جانب واحد حدودًا على شط العرب. المعاهدة المذكورة تنص على أن الحدود بين إيران والعراق في المنطقة تمتد أساسا على الضفة الإيرانية لشط العرب وأن العراق يسيطر على كامل مجرى النهر الملاحي، ما عدا بعض الأماكن المعينة. وأعلن العراق أن فسخ المعاهدة من قبل إيران خرق صارخ للقانون الدولي. وبعد أسبوع دخلت سفينة تحمل العلم الإيراني المياه العراقية دون أن تدفع الرسوم المقررة. وبعد ذلك نشر كلا البلدين قواتهما على امتداد شط العرب.

### السبعينات - الثمانينات (الحرب الإيرانية العراقية)
العام الذي اندلعت فيه الثورة الإسلامية في إيران عام 1979 هو نفسه الذي تولى فيه صدام حسين زمام الحكم في العراق بعد انقلاب أبيض على الرئيس العراقي الأسبق أحمد حسن البكر. وقبل أن تستقر الأوضاع لنظامي الحكم في البلدين دخلت العلاقات بينهما منزلقا خطيرا.
فتراشق الطرفان بالاتهامات، إيران تتهم العراق بإعدام الرموز الشيعية المعارضة وعلى رأسهم محمد باقر الصدر، والعراق يتهم إيران باستغلال المذهب الشيعي لإحداث قلاقل في الدول المجاورة ومحاولة تصدير الثورة لا سيما إلى تلك الدول التي فيها أقلية شيعية.
وارتفعت بسرعة وتيرة الحرب الإعلامية بينهما، واتخذت من قضية الأحقية في مياه شط العرب عنوانا، وبعد عشرة أشهر من ذلك التوتر تحول التراشق بالكلام إلى تراشق بالمدفعية، ثم اندلعت الحرب واستمرت من 1980 حتى 1988.
توقفت الحرب في الثامن من آب/أغسطس عام 1988 بعد أن أعلن الخميني قبوله قرار مجلس الأمن رقم 598 الداعي لوقف القتال. وقد خسر الطرفان جراء هذه الحرب أكثر من مليون ونصف المليون قتيل وحوالي ضعفهم من الجرحى والمعوقين فضلا عن المليارات الكثيرة التي تكبدها اقتصاد البلدين سواء بشكل مباشر تمثل في تدمير مكامن القوة الاقتصادية وبخاصة مصافي النفط في البلدين أو بشكل غير مباشر من خلال إضاعة فرص كبيرة للاستثمار والتنمية وجذب رؤوس الأموال الأجنبية.
لم تتحسن العلاقة بين العراق وإيران بعد الحرب، لأن البلدين لم يوقعا معاهدة للسلام تضبط مسار العلاقات وتعيدها إلى حالتها الطبيعية، ساعد على ذلك قرار مجلس الأمن السابق الذكر والذي كان غامضا في صياغته لا سيما المتعلق منه بالمسؤولية عن الحرب.
بعد الحرب بعامين اثنين (1990) دخل العراق في حرب أخرى جديدة ضد جارته الكويت، انتهت بإخراجه منها مهزوما على يد قوات دولية كانت تقودها الولايات المتحدة عام 1991.
في هذا العام تحديدا اندلعت انتفاضة شيعية حمّل العراق جزءا من مسؤولية اندلاعها لإيران، كما اتهمها بالتخطيط والتنسيق مع المعارضين الشيعة الموجودين على أرضها وعلى رأسهم المجلس الأعلى للثورة الإسلامية وحزب الدعوة لإسقاط نظام حكمه، وهو ما أعاق عودة العلاقات بين البلدين إلى طبيعتها.
واستمرت الخلافات المشوبة بالتوتر تطبع علاقة البلدين أثناء الحصار الدولي على العراق والذي استمر من عام 1991 حتى عام 2003.
بدأت في عام 2003 نذر حرب أميركية على العراق، وقد أعلنت إيران في البداية معارضتها للحرب ثم عادت وأعلنت وقوفها على الحياد.
وبعد سقوط نظام حكم صدام حسين أظهرت طهران ابتهاجها بزوال هذا النظام الذي دخلت معها في حرب ضارية لثماني سنوات.

### التسعينات (غزو الكويت)
في 17 آب/أغسطس 1990، بعد أيام مع غزو صدام حسين للكويت، استأنفت البلدان العلاقات الدبلوماسية في تشرين الأول/أكتوبر 1990.

### 2003 (احتلال العراق)
تعززت علاقة إيران بالعراق في ظل الحكومة الجديدة التي غلب عليها التمثيل الشيعي، وبادرت إيران إلى الاعتراف بها، وفي سبتمبر/أيلول من العام التالي لسقوط نظام حكم صدام حسين استأنفت إيران والعراق علاقاتهما الدبلوماسية، وقفزت العلاقة بينهما إلى مستوى متقدم في ظل حكومة إبراهيم الجعفري، حيث أصدرت تلك الحكومة أمرا بالعفو عن المحتجزين والمعتقلين الإيرانيين في السجون العراقية ترحيبا بزيارة وزير الخارجية الإيراني كمال خرازي لبغداد.
وفي تطور مشهود للعلاقات الثنائية بين البلدين لم يحدث منذ أربعين عاما زار وفد عسكري عراقي كبير برئاسة وزير الدفاع سعدون الدليمي طهران، وقدم الوفد اعتذاره لإيران حكومة وشعبا عن ما وصفه بجرائم صدام بحق إيران، وتكللت هذه الزيارة بتوقيع اتفاق للتعاون العسكري في مجالي الدفاع ومحاربة الإرهاب.
كما زار الجعفري نفسه طهران لتعميق وتوثيق العلاقات بين البلدين بعد أن شابها التدهور في ظل حكومة إياد علاوي الذي اتهم طهران بالتدخل في الشأن الداخلي العراقي.
وقدم الجعفري التطمينات اللازمة لطهران، مؤكدا أن حكومته لن تسمح للمعارضة الإيرانية (منظمة مجاهدي خلق) بأن تتخذ من الأراضي العراقية منطلقا لممارسة عملياتها ضد إيران.
وكان من أبرز نتائج تلك الزيارة التوقيع على اتفاقية تعاون أمني مشترك بموجبه شكل البلدان لجانا مشتركة للتنسيق الأمني وضبط الحدود والمساعدة في إعادة تأهيل الجيش العراقي.
واستمر الخط البياني للعلاقات الإيرانية العراقية في تصاعد حتى بعد خروج الجعفري من الحكومة وتولي نوري المالكي رئاسة الوزراء، حيث بادر الأخير إلى زيارة إيران، واستقبله الرئيس الإيراني الجديد أحمدي نجاد الذي أعلن أثناء هذه الزيارة عن ربط أمن بلاده بأمن العراق، قائلا إن بلاده مستعدة لإحلال الأمن كاملا في العراق، لأن أمن العراق هو من أمن إيران.
وقد رد المالكي على ذلك بقوله إنه لا توجد حواجز تعترض طريق التعاون بين البلدين. وهو التعاون الذي لا يزال مطرداَ يوما بعد يوم رغم الضغوط والاتهامات الأميركية باستغلال هذا التعاون لتحقيق مكاسب إقليمية إيرانية.

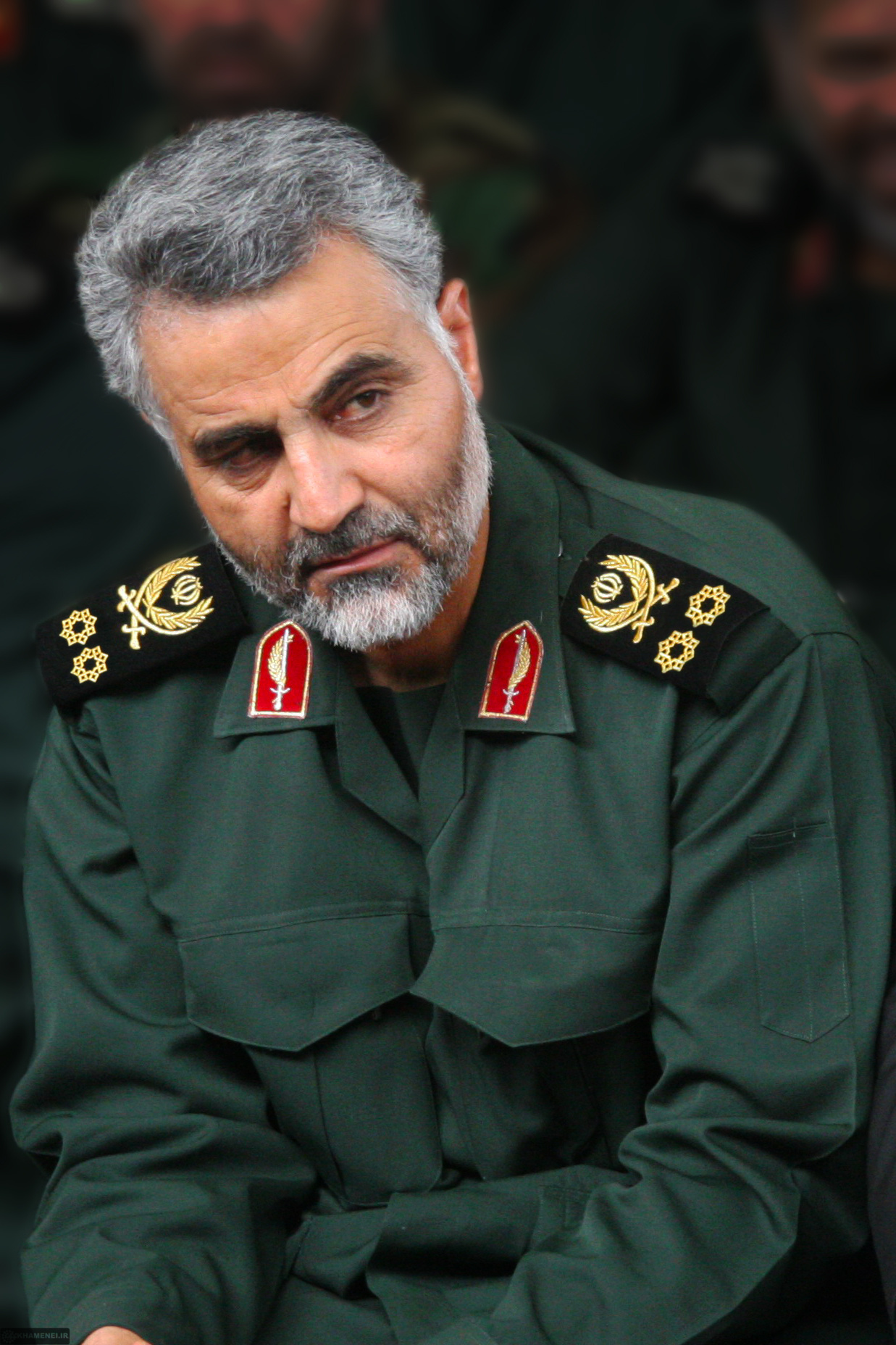
الجنرال الإيراني وقائد فيلق القدس قاسم سليماني (1957-2020).

في عام 2014، مع تفاقم الاضطرابات السياسية والاقتصادية في العراق مع الحرب الأهلية العراقية، تكفلت إيران بتزويد العراق بالمواد والأسلحة وشاركت في إعادة إعمار المدن التي تضررت جراء الحرب. كما استفادت القوات الإيرانية الخاصة المعروفة باسم فيلق القدس،من هذه الحرب الأهلية لتعزيز تأثيرها. دعمت إيران الميليشيات الشيعية الموالية لها و الجيش العراقي و الحشد الشعبي ضد تنظيم الدولة الإسلامية.استمر الدعم حتى فوز الحكومة العراقية على تنظيم الدولة الإسلامية في ديسمبر 2017. الجنرال الإيراني قاسم سليماني، قائد قوات فيلق القدس، قاد شخصيًا هجمات في عدة معارك رئيسية في النزاع، بما في ذلك حصار آمرلي (2014)، ومعركة تكريت (2015)، ومعركة بيجي (2014-2015)، ومعركة الفلوجة (2016). ادت هذه الأحداث إلى زيادة التقارب الإيراني العراقي بسبب دعم إيران الحرب ضد تنظيم الدولة الاسلامية (داعش) مع غياب أو دعم ضعيف للحرب ضد تنظيم الدولة الإسلامية (داعش) من قبل الدول العربية ووجود تهم ضد السعودية وقطر لدعمها لتنظيم الدولة الإسلامية (داعش).
في نهاية الحرب الأهلية العراقية في ديسمبر 2017، تواجه الحكومة العراقية، مرة أخرى، تحدي إعادة بناء البلاد واقتصادها، وتزيد تبعًا لذلك تبعًا للتبادل الاقتصادي مع إيران التي تتسارع فيها الاتفاقيات التجارية وتأثير مستمر من إيران على الحكومة العراقية ووجود ميليشيات شيعية موالية لها ودعم ايران المستمر لهذه الميليشيات من خلال الاسلحة. في 11 مارس 2019، بعد عام من نهاية الحرب ، يقوم الرئيس الإيراني حسن روحاني بزيارة إلى بغداد لمدة ثلاثة أيام، خلالها تُبرم اتفاقيات بين إيران والعراق في مجالات متعددة: النفط، التجارة، الصحة، التعليم، ووسائل النقل. بالإضافة إلى ذلك، تتضمن هذه الاتفاقيات خططًا للبناء المشترك لمدن صناعية على الحدود للإنتاج المشترك، وكذلك نقل مباشر للبضائع.
كان التأثير المستمر الإيراني على الحكومة العراقية و العراق احد اسباب الغضب شعبي و المظاهرات في العراق المتمثلة بتظاهرات تشرين العراقية ادت إلى حرق مجموعة من القنصليات الإيرانيات في كربلاء والنجف والبصرة وحرق العلم الإيراني في بغداد والتي أدّت إلى إعلان رئيس الوزراء العراقي نيته تقديم استقالته. وفي 30 تشرين الثاني قدّم عادل عبد المهدي استقالته من رئاسة مجلس الوزراء استجابة لطلب المرجع الديني علي السيستاني حصل هدوء في التظاهرات العراقية بعد وباء فيروس كورونا و إستقالة عادل عبد المهدي.
في 3 كانون الثاني 2020، وفي ظل تصاعد التوترات بين الولايات المتحدة و‍إيران، شنت الولايات المتحدة غارة بطائرة مسيرة بدون طيار على قافلة كانت تسير بالقرب من مطار بغداد الدولي وأُطلق على هذه العملية اسم عملية البرق الأزرق، وأسفرت عن مقتل اللواء في الحرس الثوري وقائد فيلق القدس قاسم سليماني، كما قتل تسعة أشخاص آخرين وكان من بينهم نائب قائد قوات الحشد الشعبي العراقي أبو مهدي المهندس. أدان رئيس الوزراء العراقي عادل عبد المهدي الهجوم، واصفا إياه بأنه عملية اغتيال سياسية. وقال إن الهجمات الأمريكية كانت عملا عدوانيا وانتهاك صارخ لسيادة وأمن واستقرار العراق، والتي من شأنها أن تؤدي إلى الحرب في البلاد. وأضاف أن الضربة خرق فاضح لشروط تواجد القوات الأمريكية في العراق يستلزم قرارات تشريعية بما يحفظ كرامة العراق وامنه وسيادته
في فبراير 2021، يلتقي وزيرا الخارجية للبلدين، محمد جواد ظريف وفؤاد حسين، في طهران بحضور حسن روحاني وأمين المجلس الأعلى الإيراني للأمن الوطني علي شمخاني. يطلب الممثلون الإيرانيون من نظرائهم العراقيين طرد القوات الأمريكية من أراضيهم، مصفين وجودهم بأنه "ضار"، عامًا بعد هجوم بغارة بطائرة مسيرة بدون طيار على الجنرال الإيراني قاسم سليماني وقائد الحشد الشعبي أبو مهدي المهندس. ويشكر محمد جواد ظريف القضاء العراقي على إصدار مذكرة اعتقال ضد دونالد ترامب في 7 يناير 2021، في سياق التحقيق في قتل أبو مهدي المهندس. وفي سياق في امكانية أن يتم فيه استئناف الحوار بين واشنطن وطهران بعد انتخاب جو بايدن لرئاسة الولايات المتحد

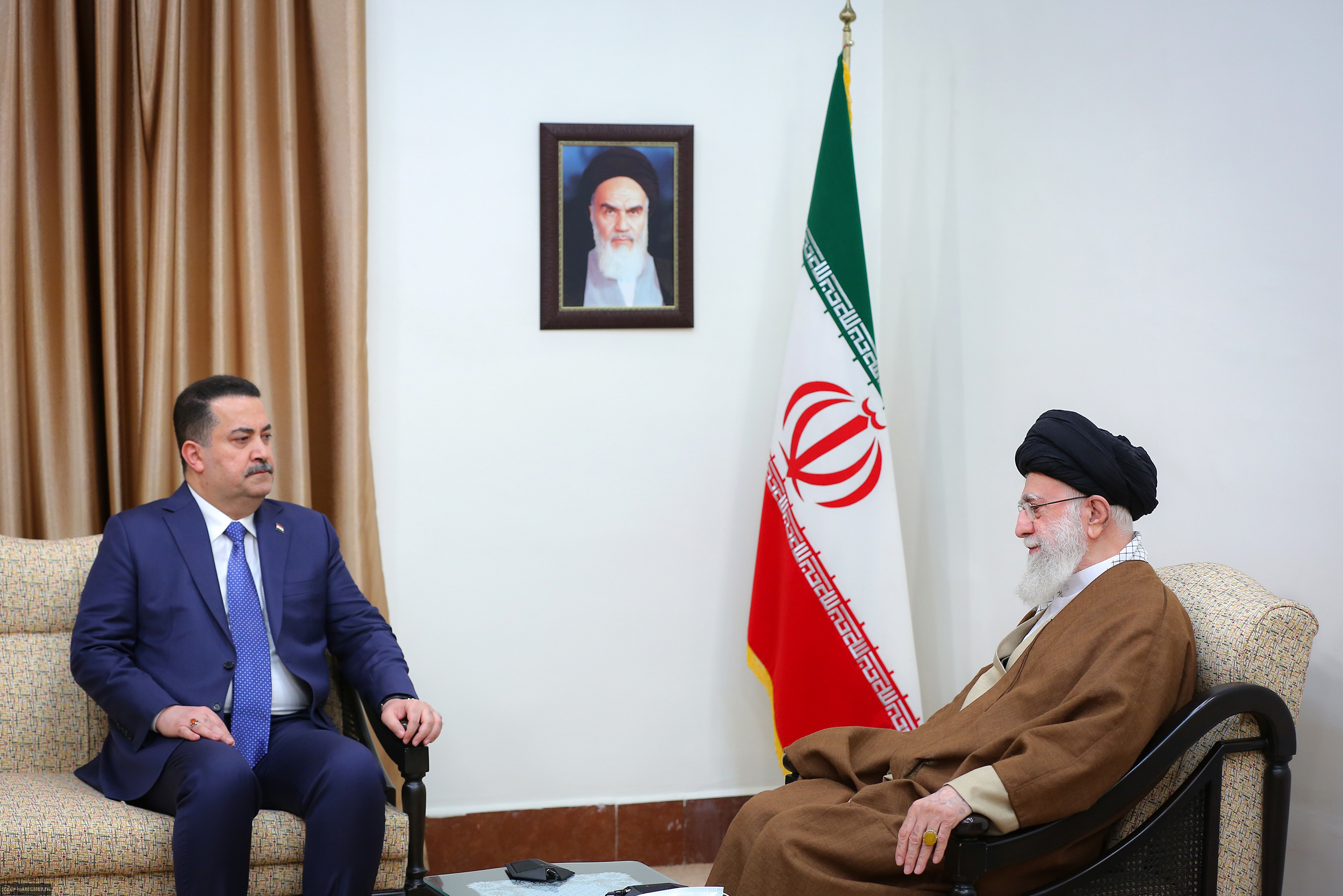
لقاء بين رئيس وزراء العراق محمد شياع السوداني و المرشد الأعلى في إيران علي خامنئي

ة في نوفمبر 2020، يتناول المسؤولون أيضًا تعزيز الروابط الاقتصادية، بما في ذلك الاتفاقيات بشأن الأسواق الحدودية، والتجارة، ونقل البضائع، والديون، والقضايا المصرفية.
في نوفمبر 2022، يقوم رئيس الوزراء العراقي محمد شياع السوداني بزيارة إلى طهران بعد شهر من توليه المنصب لتعزيز التعاون الثنائي في جميع المجالات. يُستقبل بحفاوة في طهران من قبل الرئيس الإيراني إبراهيم رئيسي وآية الله علي خامنئي، الذي لم يستقبل سلفه مصطفى الكاظمي، لانهُ اعُتبر مقربًا من واشنطن والرياض والتي تعتبرهم إيران أعداء حينها، خلال زيارتيه الاثنتين إلى طهران. يُوقع عقد بقيمة 4 مليارات دولار خلال هذه الزيارة لتمكين طهران من تصدير خدمات فنية وهندسية إلى العراق، في حين تعلن وزارة النفط الإيرانية عن افتتاح مكتب تمثيلي في بغداد.وقد يُرى من طهران انها تميل بشكل إيجابي أكثر نحو هذا رئيس الوزراء من سابقه، مما قد يترجم إلى مزيد من التفاعل الاقتصادي.

## التجارة
أفاد الأمين العام لغرفة التجارة المشتركة بين إيران والعراق في 17 تموز/يوليو 2020 أن قيمة الصادرات من إيران إلى العراق بلغت 1.45 مليار دولار في الأشهر الثلاثة الأولى من العام الفارسي. وذكر أنه في العام الماضي خلال نفس الفترة، بلغت قيمة السلع المصدرة من إيران 2.35 مليار دولار، ومع ذلك، أدت الفيروسات التاجية إلى انخفاض الصادرات إلى 1.45 مليار دولار، بدءًا من 20 آذار/مارس. وعلى الرغم من وجود قضايا ومشاكل في العلاقات الإيرانية العراقية، إلا أنها توسعت في السنوات الأخيرة.

## نزاعات

### خوزستان/عربستان
وهي محافظة إيرانية كانت إمارة عربية برئاسة الشيخ خزعل الكعبي ( عاصمتها مدينة المحمرة/ خرمشهر)سيطرت عليها إيران سنة 1925 بأمر من شاه رضا بهلوي بعد اعتقال الشيخ خزعل و قتله فيما بعد بمساعدة الإنكليز وطالب العراق بإرجاع الأهواز إلى العراق إلا أن إيران رفضت ذلك في الحرب العراقية الإيرانية حررت كامل المحافظة من السيطرة الفارسية إلا أن سرعان ما عادت إيران لتسيطر عليها من جديد ويطالب بعض من أهالي الأهواز ذوي التوجهات القومية و البعثية بالانفصال عن إيران وخرجت عدة تظاهرات إلا أنها واجهت جميع أساليب القمع يتكلم أهل الأهواز اللغة العربية بلهجتها العراقية البصرية وتسكن الأحواز عدة قبائل عربية أصيلة منها بني كعب والتميم وغيرهم من القبائل العربية الأصيلة.

### الخلاف على حقول النفط
تجاوزات إيران على حقول الطيب والفكة وأجزاء من حقل مجنون تقارب 250 ألف برميل يوميًا أي ما يزيد على مليار دولار شهريا.
في 2010، صرح مسؤول لجنة العلاقات الخارجية في البرلمان الإيراني إنه وفقًا لتقديرات الأمم المتحدة، فإن الجمهورية الإسلامية الإيرانية تطالب العراق بخسائر حرب تبلغ 1000 مليار دولار.
وحول إجراء محادثات بين إيران والعراق حول قضية البئر النفطية، قال إبراهيمي "بالتأكيد ستتم تسوية هذا الموضوع من خلال الحوار عبر الطرق الدبلوماسية، لأنه ليست لدينا نية في تدهور العلاقات بين البلدين.
سبق ذلك تأكيد متحدّث باسم السفارة الإيرانية في العراق، السبت 19 كانون الأول/ديسمبر 2009، إن طهران تريد حلًا دبلوماسيًا لنزاع مع بغداد بشأن اتهامات للقوات الإيرانية بالسيطرة على بئر نفطية داخل العراق.
ودعت الحكومة العراقية أيضًا إلى حل سلمي دون تصعيد عسكري، وقالت إن النزاع الذي رفع أسعار النفط العالمية أمس الجمعة لن يؤثر في إنتاج البلاد أو صادراتها.
والتقى سفير إيران لدى بغداد، حسن كاظمي قمي، مع مسؤولين من الحكومة العراقية لمناقشة اتهامات بغداد بتسلل 11 جنديًا إيرانيًا سيطروا على البئر في منطقة حدودية متنازع عليها. ولكن السفير كرر نفي إيران للاتهامات العراقية خلال الاجتماع الذي عقد أمس الجمعة، بحسب تقرير لوكالة الصحافة الفرنسية.
وكان السفير أبلغ الجانب العراقي بأن لجنة مشتركة تضم مسؤولين نفطيين وعسكريين من البلدين مسؤولة عن تسوية مثل هذه المشاكل.
وتابع المتحدث باسم السفارة الإيرانية، الذي طلب عدم نشر اسمه: «سنحل هذه القضية بطريقة دبلوماسية».
وكان وكيل وزارة الخارجية العراقية، محمود الحاج حمود، أكد مواصلة وحدة إيرانية تضم قوة عسكرية وفنيين لليوم الثاني على التوالي السيطرة على بئر نفطية تقع في حقل الفكة شرق مدينة العمارة جنوب العراق.
وقال حمود إن «احتلال البئر رقم 4 من قبل نحو 10 إيرانيين، بين عسكريين وفنيين استمر اليوم السبت على الرغم من احتجاجاتنا». وأضاف «لقد اجتمعنا أمس (الجمعة) مع السفير الإيراني في بغداد لإبلاغه بأن هذا الهجوم غير مقبول، كما أبلغت سفارتنا في طهران وزارة خارجيتهم طلبًا لسحب قواتهم، لكنهم لم يفعلوا حتى الآن».
ويأتي الحادث قبل شهر واحد من بدء عمل لجنة مشتركة بين البلدين يرأسها حمود عن الجانب العراقي، للبدء بترسيم الحدود البرية والبحرية في شط العرب مع إيران.
من جانبه، قال المتحدث باسم وزارة النفط العراقية، عاصم جهاد، إن البئر تقع في حقل الفكة النفطي العراقي وقد تم طرحها ضمن جولة التراخيص الأولى التي جرت في حزيران/يونيو 2009.

## تعويضات الحرب
وتعليقًا على ما سماها الضجة الأخيرة لبعض وسائل الإعلام العربية حول مزاعم احتلال الجمهورية الإسلامية الإيرانية لبئر نفطية في العراق، اعتبر حسين إبراهيمي أن إيران قد تغاضت في الماضي عن الكثير من قضايا العراق، مضيفًا أنه استنادًا لتقديرات الأمم المتحدة فإن الجمهورية الإسلامية الإيرانية تطالب العراق بمبلغ 1000 مليار دولار كتعويضات عن خسائر الحرب التي شنها العراق". وأضاف "حتى الآن لم نطرح مطلقًا هذه المسائل".

## ما بعد 2003
تتزامن هذه الفترة مع غزو العراق من قبل الولايات المتحدة وحلف الشمال الأطلسي وانهيار نظام البعث وبداية عهد جديد في تاريخ العراق، ففي هذه الفترة استطاع الشعب إلى حد ما أن يعينوا ممثلين لهم، كانت العلاقات العراقية الإيرانية في هذه الفترة جيدة نوعا ما، وقد نال حظر حزب البعث الذي كان عاملا لإيجاد التوتر وانعدام الأمن لإيران واقتدار المقاتلين من المجاميع الشيعية ترحيب الجمهورية الإسلامية 

## كناية الأرجنتين
في يوم 6 آذار عام 2019، تحدّث رئيس وزراء العراق عادل عبد المهدي عن مصادر تهريب المخدرات إلى العراق، وذكر أنها تأتي من الأرجنتين إلى لبنان ثم سوريا فالعراق، ولم يذكر إيران التي يأتي من حدودها 80% من المخدرات، فأصبح عراقيون بعدئذٍ يستعملون اسم الأرجنتين كنايةً عن إيران.

## الهوامش
- «1»:قصده الملك فيصل الأول.

## وصلات خارجية
- مقاله بعنوان الحسابات العراقية الإيرانية موقع بروجيكت سيندكت بتاريخ 17/9/2014
- Embassy of the Republic of Iraq - Tehran http://www.iraqembassy.ir/
- Iraq: Historical Setting, Iranian and Greek Intrusions